# Dondi White
Pour les articles homonymes, voir White.
 (septembre 2010).
Si vous disposez d'ouvrages ou d'articles de référence ou si vous connaissez des sites web de qualité traitant du thème abordé ici, merci de compléter l'article en donnant les références utiles à sa vérifiabilité et en les liant à la section « Notes et références ».
Donald J. White, plus connu sous le nom de Dondi White ou simplement Dondi, né le 7 avril 1961 à Manhattan et décédé le 2 octobre 1998, est un graffeur américain.

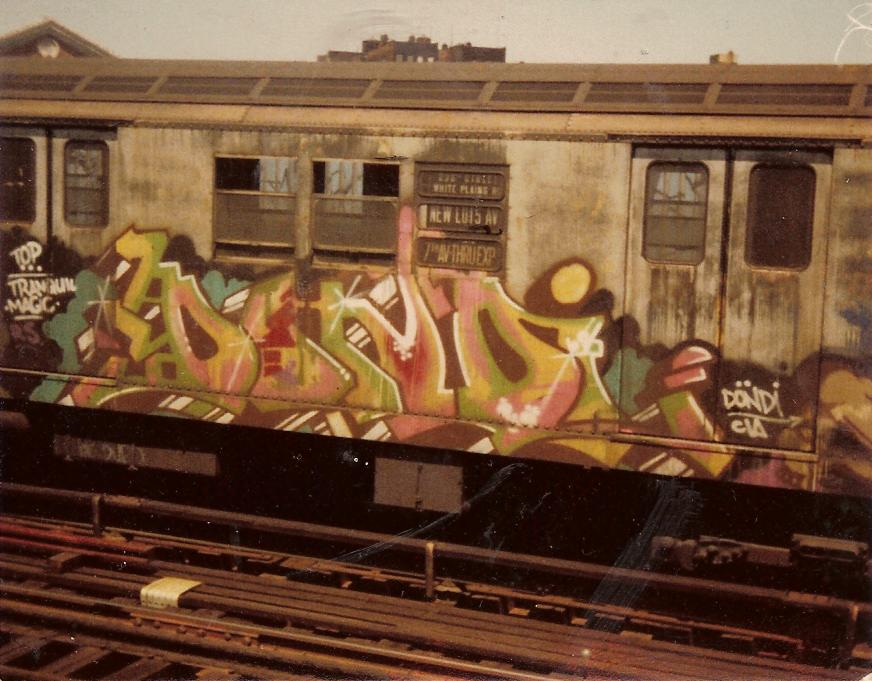
Graffiti de Dondi sur un métro à New York, en 1979.

## Biographie
DONDI WHITE - dit DONDI - est l’un des « pères » fondateurs du graffiti « à la New-Yorkaise » des années 70-80 ; Un roi incontesté de mythiques « wholes cars » - comme le fameux children of the grave réalisé en 1980. Son talent graphique lui permit de faire évoluer son esthétisme - passant des rames de métro à la toile pour devenir un des artistes majeurs du XXe siècle.
D'origine afro-américaine et italienne, Donald J. White est né le 7 avril 1961 dans le quartier de Brooklyn à New York, il était le plus jeune d'une famille de cinq enfants.
Attiré très tôt par le dessin, il occupa ses journées à dessiner des croquis dans ses Black books (carnets de dessins où rien n’était laissé au hasard : ni les traits, ni les couleurs, ni la composition finale) puis commença à taguer les rues de New-York dans les années 70, utilisant différents alias (BUS 129, MR WHITE, PRE, POSE, ROLL, 2 MANY, ASIA) avant de choisir définitivement celui de DONDI, à la fin de cette décennie.
Son style ainsi inédit dans l’histoire du graffiti New-Yorkais en général et du graffiti des eighties en particulier fut très vite remarqué et admiré par d’autres graffeurs et artistes de rue, contraints de reconnaître en lui l’émergence d’un nouveau « roi du style » à l’énergie calligraphique et stylistique unique.
Il a ainsi ouvert la voie à un acte fondateur stylistique qu’il nomma lui-même : le DONDISM. Tout naturellement, il devint au fil des ans et de ses oeuvres, aux yeux de ses pairs et de ses admirateurs : « Dondi ou le Style Master General ».

### Graffiti
Il commence à tagger sous les noms de Naco et de Dondi au cours des années 1970. En 1977, il devient membre des Odd Partners, puis il fonde en 1978 les Crazy Inside Artists (CIA). Il peint des rames de métro et devient rapidement un des plus célèbres peintres de la ville. En 1980, il devient difficile de peindre sur des trains, ceux-ci sont immédiatement repeints, l'accès aux rames devient plus difficile et plus dangereux que jamais. Dondi commence à peindre sur toile. Il participe à sa première exposition de groupe en 1981, et la Fun Gallery organise pour lui une exposition personnelle en 1982. La même année, il apparaît dans le film Wild Style, il est consultant et peintre pour le téléfilm Dreams don't die et participe à la tournée européenne New York City Rap. Des commandes lui sont passées dans plusieurs endroits du monde et il est exposé aux Pays-Bas et en Allemagne, en galeries ou dans des musées. Ses œuvres sont présentes dans la collection Speerstra depuis 1983.

### Fin de vie
En 1984, exténué, Dondi White ralentit ses activités. En 1992, il prend même un emploi à mi-temps dans une boutique de vêtements et a une petite amie. Mais après des années de maladie, il décède le 2 octobre 1998 des suites du Sida. Des artistes comme Zephyr, IZ, Doc et Keo ont peint des fresques murales entre 1998 et 2000 en hommage à l'artiste.

## Expositions et événements publics
- Martha Cooper and the Radiant Children (1979)
- Esses Studio (1980)
- New York/New Wave (1981)
- Fun Gallery (1982)
- New York City Rap Tour (1982)
- Yaki Kornblit Gallery (1983)
- Fun Gallery (2) (1983)
- Musée Boijmans Van Beuningen (1983)
- European Museum Shows (1983-85)
- Speerstra Gallery, Monaco (1984)
- 56 Bleecker Gallery (1987)
- Musée des Monuments Français (Collection Speerstra), Paris, France (1991)
- The Rempire Show (1992)
- Groninger Museum Retrospective (1992)
- Musée Paul Valéry (Collection Speerstra), Sète, France (2007)
- Abbaye d'Auberive (Collection Speerstra), Auberive, France (2007)
- Fondation EDF (Collection Speerstra), Paris, France (2014)
- Speerstra Fondation, Apples, Suisse (2012-2015)
- L'Aérosol, Musée du Graffiti, Maquis-art Hall of Fame, 2017 - 2018
- GHOST galerie : DONDISM, Retrospective Exhibition. April 2018, Marseille - France

### Filmographie
- Dreams Don't Die (1982)
- Style Wars (1983)
- Wild Style (1983)